# Кейк (Аляска)
Кейк (англ. Kake) — город первого класса в зоне переписи населения Принц-оф-Уэльс—Хайдер на Аляске, США. Население, по данным переписи 2000 года, 710 человек, по данным переписи 2010 года — 557.

## География
Кейк расположен на северо-западном побережье острова Купреянова в архипелаге Александра на юго-востоке Аляски.
По данным Бюро переписи населения США, город имеет общую площадь 37 км, из которых 21 км² — земля, а 16 км² — водная поверхность.

## Демография
По данным переписи населения в 2000 году в городе проживало 710 человек и 246 семей, из которых 171 семья проживала в городе. Плотность населения составляла 33,6 чел/км². Всего было зафиксировано 288 жилых домов (плотность жилья 13,6 км²). Большинство населения составляли коренные американцы (66,76%),  белых 24,08%.
В общей сложности было зарегистрировано 246 семей, из которых 41,1% имели детей в возрасте до 18 лет, проживающих с ними, 52% составили супружеские пары, живущие вместе, 13,4% семей составили женщины, проживающие без мужей, а 30,1% не имели семей. 
Возрастной состав населения следующий: 33,8% населения города были в возрасте до 18 лет, 6,8% в возрасте 18-24 лет, 29,7% в возрасте от 25 до 44 лет, 22,7% от 45 до 64 лет, старше 65 лет — 7% населения города. Средний возраст жителей — 32 года. На каждые 100 женщин приходилось 113,2 мужчин.

## История
В течение нескольких тысяч лет город был населён коренными жителями Северной Америки — тлинкитами.
Уже на раннем этапе освоения европейцами Северной Америки между ними и тлинкитами возникали конфликты. Некоторые исследователи считают, что первым европейским мореплавателем, видевшим земли тлинкитов, был сэр Фрэнсис Дрейк, путешествовавший в этих краях в 1579 году.
В феврале 1869 года в Кейке между тлинкитами и американской армией вспыхнул вооруженный конфликт. Конфликт начался, когда один из тлинкитов был убит американским военным в Ситке. Поскольку армия США отказалась признавать преступление, тлинкитами было убито два неместных охотника, после чего армия США отправила к территории современного города канонерскую лодку USS Saginaw, с помощью которого американцы атаковали, обстреляли и сожгли три тлинкитские деревни
В Кейке расположен один из крупнейших в мире 39-метровый тотемный столб, построенный в 1967 году в честь столетия продажи Аляски.

## Образование
В городе работает школа города Кейк.

## Внешние ссылки
- Alaska Division of Community and Regional Affairs: Kake. Архивировано из оригинала 30 декабря 2012 года.